# Thomas Wynford Rees
Thomas Wynford Rees, né le 12 janvier 1898 et mort le 15 octobre 1959, est un militaire britannique. Il est surtout notoire pour avoir été officier de l'Armée indienne britannique durant la Première Guerre mondiale et la Seconde Guerre mondiale. Il a eu le titre de major général.